# Культура Австралии
Культура Австралии — культура народов и народностей, населяющих Австралию.
Культура Австралии, в основном, западная, хотя здесь заметно и азиатское влияние. 
Языки и культура австралийских туземцев обособлены от других народов мира.

## Язык
Австралия – это мультикультурная страна, в которой живут люди со всего мира. Основным языком в Австралии является английский, и каждый, кто живет здесь, должен говорить по-английски и понимать этот язык – это один из факторов, объединяющий людей на континенте.
В Австралии существует собственный диалект английского языка, неофициально называемый «страйн» (англ. strine, от австралийского произношения слова «Australian»).
Письменный австралийский английский в основном следует правилам британского английского (например, в конце слов используются -our (colour), -re (centre), -ise (modernise), и т. п.)
Американское произношение английского языка находит пути проникновения в Австралию через популярные телепрограммы, транслируемые CNN (например, любимый молодёжью сериал «Симпсоны»). Подростки подражают произношению популярных телегероев.

## Архитектура
Архитектурные стили колониального периода находились под сильным влиянием британской культуры. Тем не менее, необходимость адаптации к уникальному климату Австралии и новые веяния XX века привели растущему влиянию американского городского дизайна и диверсификации культурных вкусов и требований все более мультикультурного австралийского общества. 
Среди известных австралийских архитектурных стилей жилой архитектуры — «квинсландер» (частные городские дома из дерева на сваях, для лучшей циркуляции воздуха и защиты от термитов), а также «федерация» (был популярен в 1890—1920 гг.). 
В 1960-е годы, в связи с запретом рушить исторические здания восемнадцатого века и застраивать парковые зоны, начинается бум небоскребов, особенно в Сиднее.
Среди австралийских объектов всемирного наследия ЮНЕСКО — Сиднейский оперный театр, Королевский выставочный центр и Каторжные поселения Австралии.

## Искусство

### Музыка
В Австралии изобретён один из старейших духовых инструментов в мире — диджериду.
Мировую известность получили австралийские альтернативные и рок-группы AC/DC, Bee Gees, Ник Кейв, Airbourne, Crowded House, INXS, Savage Garden, Midnight Oil, Jet, Silverchair, The Temper Trap, The Living End, Pendulum, The Amity Affliction, 5 Seconds of Summer.
Среди поп-исполнителей австралийского происхождения известны Кайли Миноуг, Натали Имбрулья, Оливия Ньютон-Джон, Кит Урбан, Данни Миноуг, Даррен Хейз, Габриэлла Чилми, Джейсон Донован, Джимми Барнс, а также молодой исполнитель Коди Симпсон.
В 2015 году Австралия впервые участвовала в конкурсе песни Евровидение (страну представлял певец Гай Себастьян с песней Tonight Again) и заняла 5-е место.
Также см. Музыканты Австралии, Музыкальные коллективы Австралии

### Танец и балет
Грэм Мэрфи является одним из выдающихся мировых постановщиков балета.

### Театр
Коренное население Австралии театра не знало. Первые театральные представления в Австралии, которые давались силами колонистов и сосланных из Англии осуждённых, состоялись около 1780 года. Первый спектакль состоялся в Сиднее 4 июня 1879 года: каторжане в помещении барака представили пьесу по комедии Дж. Фаркуара «Офицер-вербовщик».
В начале XX века в Мельбурне организовался еврейский профессиональный театр, который давал свои представления на идише.

### Кинематограф
К первым игровым фильмам, созданным в Австралии, относятся «Ранние христианские мученики» (1900), «Подлинная история банды Келли» (1906). С начала 1930-х в стране зарождается документальное кино.
В 1937 году основывается Австралийский национальный совет по кино (Australian National Film Board), а в 1958 — Australian Film Institute. 
В 1950-х годах в Австралии снимается 15—20 полнометражных фильмов в год. Однако в дальнейшем в отрасли начинается спад.
Подъём национального кинематографа приходится на 1970-е годы. 
В 1970 учреждается Австралийская корпорация по развитию кино (Australian Film Development Commission); в 1975 она преобразовывается в Австралийскую кинематографическую комиссию, включающую производственное объединение Film Australia. 

### Цирк
Как и в большинстве европейских стран, в Австралии отсутствуют стационарные помещения для цирка. Цирки путешествуют из города в город, разворачивая шапито на специально подготовленных площадках. Наиболее популярные в Австралии труппы:
- Circus Oz — штаб-квартира в Мельбурне.
- Cirque du Soleil — основанный в Квебеке (Канада) цирк в настоящий момент имеет представительства во многих странах мира, включая Австралию.

Труппа, выступающая в различных городах Австралии, под именем Moscow Circus никакого отношения к московскому цирку не имеет.

## Спорт
Высокой популярностью пользуется крикет.
География страны способствует занятию сёрфингом.
Развитие воздушного сообщения с Австралией позволило островитянам совершать перелёты в Азию, Америку и Европу, чтобы играть с более сильными противниками, тем не менее, географическое положение значительно повлияло на развитие спорта (и футбола, в частности) в стране, что поставило австралийцев в некую изоляцию. 
Сборная Австралии по футболу — четырёхкратный чемпион Океании (победитель Кубка наций ОФК) и лучшая команда Азии 2015 года (таким образом, единственная в мире сборная, которая выигрывала чемпионаты двух конфедераций). 
В начале 2005 года Австралия решила покинуть зону Океании и уйти в Азиатскую зону ФИФА. 
Участвовала в чемпионатах мира 1974, 2006, 2010, 2014 и 2018 годов.
Австралия принимала летние Олимпийские игры 1956 года в Мельбурне и летние Олимпийские игры 2000 года в Сиднее.

## Наука
см. Категория:Наука в Австралии
также: Наука в Австралии в Викиновостях
Организации:
- Австралийская академия наук (основана в 1954 году)
- Государственное объединение научных и прикладных исследований (CSIRO)

Космонавтика (см. Категория:Космонавтика Австралии): 
занимаются Австралийское космическое агентство и Австралийский институт космических исследований; 
в ноябре 1967 был запущен спутник WRESAT.

## Образование
Школьное образование
Система школьного образования Австралии построена на основе английской. В Австралии преобладают государственные школы и 70 % школьников учатся в них, остальные — в частных (в Австралии действует порядка 950 частных школ). Некоторые из таких школ принадлежат церкви. Среди частных учебных заведений встречаются школы-пансионы, принимающие детей из-за рубежа начиная с 6-го класса. Чтобы поступить в самые престижные школы, ребёнку нужно хорошо владеть английским и сдать вступительные экзамены.
Кроме того, существуют классы и отдельные школы для детей с выдающимися способностями (selective). Для поступления в них нужно сдать вступительный экзамен.
Австралийцы начинают ходить в школу с 5 лет. Среднее образование в Австралии занимает 13 лет — первый год в подготовительном классе (kindergarten в Новом Южном Уэльсе и Столичной территории или preschool в остальных штатах) и 12 лет, собственно, в школе. После 10 класса школьники делают свой выбор и могут оставить школу.
Высшее образование
Вступительных экзаменов в австралийских университетах не существует. Получение места в университете после окончания школы полностью зависит от результата выпускных школьных экзаменов, отражённых в свидетельстве об окончании школы. Название сертификата варьируется в зависимости от штата и территории, однако, независимо от названия, все они имеют одинаковый «вес» для австралийских университетов.

## Традиции и обычаи
Кухня Австралии (Австралийская кухня): наибольшее влияние на развитие австралийской кухни оказала британская кухня, привезённая в Австралию первыми переселенцами. С новой волной иммигрантов в XIX—XX веках кухня обогатилась традициями азиатской и средиземноморской кухонь. 

### Религия
Австралия является многоконфессиональной страной и не имеет официальной религии.
Христианство является преобладающей верой Австралии. 
По данным переписи 2006 года, крупнейшим по численности вероисповеданием является католицизм, к которому принадлежат 25,8 % населения. 
Следующей крупной конфессией является англиканство, которого придерживается 18,7 % населения. 
Приверженцы других христианских конфессий составляют 19,4 % населения; это методисты, пятидесятники (в том числе из Ассамблеи Бога — 200 тыс. верующих), пресвитериане, адвентисты, последователи Армии Спасения.

### Праздники

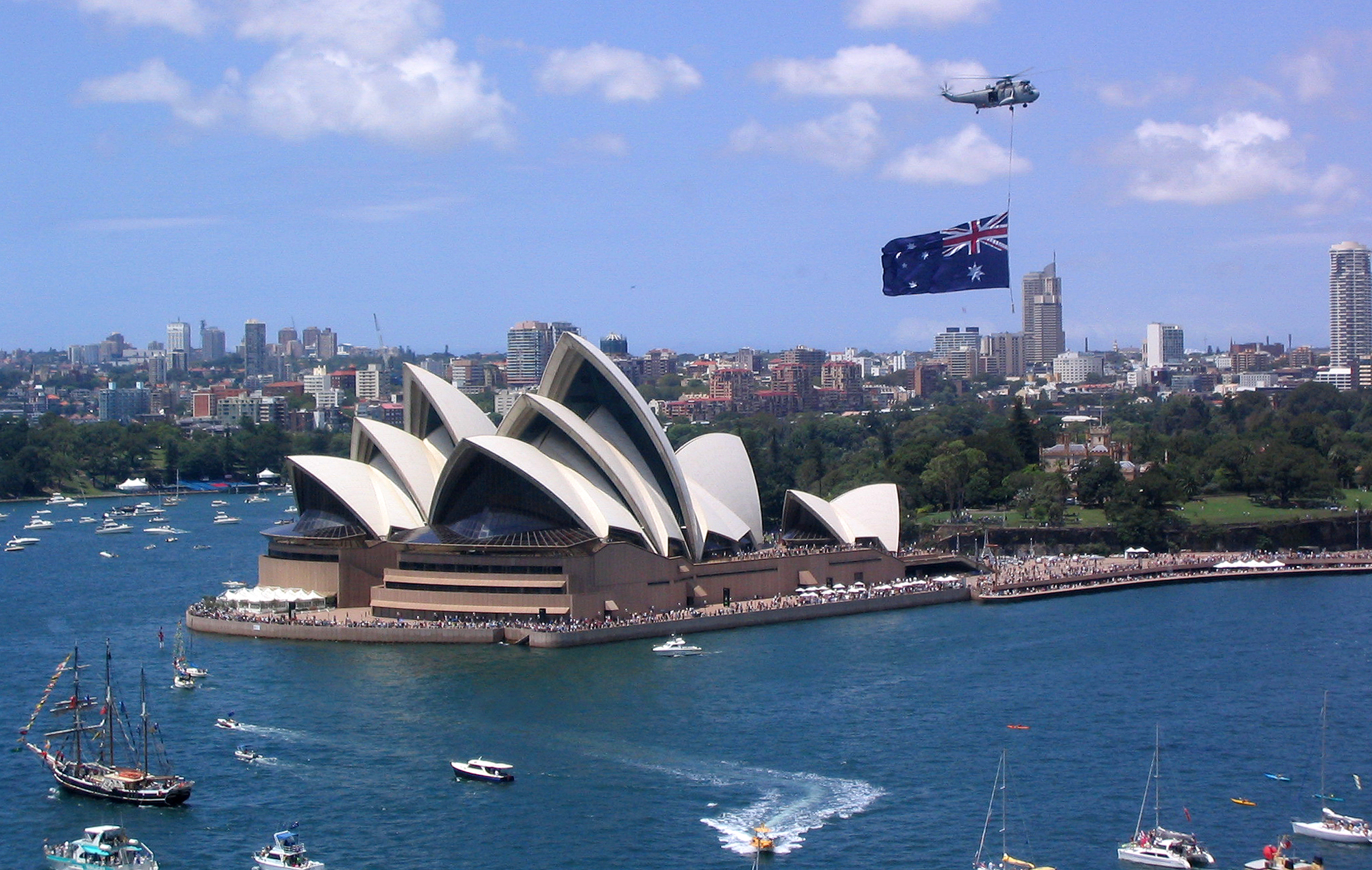
Празднование дня Австралии в Сиднее, 2004 год

По состоянию на 2011 год общественными праздниками (англ. Public holidays; фактически являются государственными) являются:
1. 1 января — День Нового года (англ. New Year’s Day)
2. 26 января — День Австралии (англ. Australia Day)
3. Великая пятница (англ. Good Friday; в Австралии празднуется в первую пятницу после полнолуния или после 21 марта)
4. Пасхальный понедельник (англ. Easter Monday, празднуется после Пасхи)
5. 25 апреля — День АНЗАК (англ. Anzac Day)
6. 25 декабря — Рождество по григорианскому календарю (англ. Christmas Day)
7. 26 декабря — День подарков (англ. Boxing Day)

Помимо этого, каждый штат вправе устанавливать свои общественные праздники, такие как День рождения короля, Labour Day, экка и другие.

### Британское наследие
На континенте существует левостороннее движение по британскому образцу.
Сохраняется высокая популярность такого вида спорта, как крикет.
В период 1960—1971 гг. Австралия перешла от британской системы мер и весов к метрической.
В 1966 произошла замена австралийского фунта (разделявшегося, по британскому образцу, на 20 шиллингов, состоявших из 12 пенсов каждый) на австралийский доллар, основанный на десятичной системе.
Сохраняется статус Дня рождения королевы как государственного праздника. Формально королева Великобритании считается в Австралии главой государства.
В 1984 г. гимн «Боже, храни королеву» был заменён гимном «Вперёд, прекрасная Австралия».

## СМИ
Две медиа-компании в Австралии финансируются государством: Австралийская радиовещательная корпорация (Australian Broadcasting Corporation, ABC) и Специальный вещательный сервис (Special Broadcasting Service, SBS); обе предоставляют бесплатную трансляцию в эфирном телевидении, радио и в Интернете и принадлежат австралийскому правительству.
После бурных дебатов в начале 2000-х был сохранен законопроект 1992 года, который запрещал иностранным фирмам покупать больше 20 % местных телерадиокомпаний.
Пресса:
Среди ежедневных газет 2 национальные, 10 газет штатов / территорий, 37 региональных и 470 других местных и пригородных газет. 
Все основные газеты принадлежат либо News Limited, дочерней компании News Corporation, или Fairfax Media. 
Радио: 
первая радиопередача в стране началась 13 ноября 1923 года, в Сиднее. 
В настоящее время работают 274 коммерческих радиостанций (за счет рекламы) и 341 общественных (финансируемые государством).
Телевидение:
Впервые телевидение в Австралии появилось в 1956 году. Цветной телевизор появился в 1975 году.
В дополнение к общественному телевидению, которое доступно почти всему населению Австралии, существуют три основных коммерческих телевизионных канала: Nine Network, Seven Network и Network Ten, они покрывают большинство густонаселенных городов страны. 
Цифровое вещание началось с 1 января 2001 года; аналоговое вещание отключено в 2013 году.